# Fabio Fognini
Fabio Fognini (San Remo, 24 mei 1987) is een tennisspeler uit Italië.

## Loopbaan
Fognini was tot 2007 voornamelijk actief in het challengercircuit, één niveau onder het ATP-tourniveau. Fognini heeft in zijn carrière vijf keer een challengertoernooi gewonnen en driemaal heeft Fognini een futuretitel behaald (futureniveau is het derde toernooiniveau).
In 2007 plaatste Fognini zich voor verscheidene ATP-toernooien waaronder zijn eerste grandslamtoernooi, Roland Garros 2007. Fognini wist zich door de kwalificaties te spelen, maar verloor in de eerste ronde van Juan Mónaco in vijf sets.
In de derde ronde van het ATP-toernooi van Montréal/Toronto 2007 nam Fognini het op tegen Roger Federer, die op dat moment de nummer een van de wereld was. Fognini verloor met 1-6, 1-6.
In april 2011 drong Fognini door tot de top 50 van de wereldranglijst. Tijdens Roland Garros 2011 zette Fognini zijn beste grandslamprestatie tot dan toe neer, hij behaalde de kwartfinale. Hij won in de vierde ronde in vijf sets (11-9 in vijfde set) van Albert Montañés en overleefde in deze wedstrijd enkele matchpoints. In de kwartfinale zou Fognini uitkomen tegen Novak Đoković, maar hij meldde zich bij voorbaat af omdat hij te veel hinder ondervond van zijn blessure.
In 2013 behaalde hij twee toernooizeges, in Stuttgart en Hamburg. Ook in 2014 kwam er eentje bij door zijn overwinning in Vina del Mar.
Zijn grootste overwinning tot nu toe kwam in 2015 in het dubbelspel. Samen met Simone Bolelli won hij het grandslamtoernooi Australian Open. Daarnaast bereikte hij tot drie keer de finale van een Masters 1000-toernooi.
Op woensdag 11 oktober 2017 kreeg Fognini een boete van 96.000 dollar (omgerekend 81.000 euro) voor zijn wangedrag tijdens het US Open, ruim een maand eerder. Het overkoepelende bestuur van de vier grandslamtoernooien legde hem ook een voorwaardelijke schorsing van twee grandslamtoernooien op, waarvan in elk geval het US Open er een is. De Italiaan kreeg die sanctie opgelegd voor zijn wangedrag in zijn partij tegen zijn landgenoot Stefano Travaglia in de eerste ronde van het toernooi in New York. Fognini, die de wedstrijd met 4-6, 6-7, 6-3 en 0-6 verloor, schold de scheidsrechter uit en beledigde haar. De organisatie van het US Open stuurde hem weg van het toernooi en gaf hem al een boete van 24.000 dollar.

### Privé
Fognini trad op 11 juni 2016 in het huwelijk met landgenote Flavia Pennetta, voormalig tennisspeelster.

## Palmares

### Enkelspel
| Legenda                       | Legenda               |
| ----------------------------- | --------------------- |
| Grand Slam                    |                       |
| Olympische Spelen             |                       |
| tot 2009                      | vanaf 2009            |
| Tennis Masters Cup            | ATP Finals            |
| ATP Masters Series            | ATP Tour Masters 1000 |
| ATP International Series Gold | ATP Tour 500          |
| ATP International Series      | ATP Tour 250          |

| Nr.                          | Datum             | Toernooi            | Ondergrond    | Tegenstander in finale | Score               | Details |
| ---------------------------- | ----------------- | ------------------- | ------------- | ---------------------- | ------------------- | ------- |
| Gewonnen finales             |                   |                     |               |                        |                     |         |
| 1.                           | 14 juli 2013      | ATP Stuttgart       | Gravel        | Philipp Kohlschreiber  | 5-7, 6-4, 6-4       | Details |
| 2.                           | 21 juli 2013      | ATP Hamburg         | Gravel        | Federico Delbonis      | 4-6, 7-6(8), 6-2    | Details |
| 3.                           | 9 februari 2014   | ATP Viña del Mar    | Gravel        | Leonardo Mayer         | 6-2, 6-4            | Details |
| 4.                           | 24 juli 2016      | ATP Umag            | Gravel        | Andrej Martin          | 6-4, 6-1            | Details |
| 5.                           | 30 juli 2017      | ATP Gstaad          | Gravel        | Yannick Hanfmann       | 6-4, 7-5            | Details |
| 6.                           | 4 maart 2018      | ATP São Paulo       | Gravel        | Nicolás Jarry          | 1-6, 6-1, 6-4       | Details |
| 7.                           | 22 juli 2018      | ATP Båstad          | Gravel        | Richard Gasquet        | 6-3, 3-6, 6-1       | Details |
| 8.                           | 4 augustus 2018   | ATP Cabo San Lucas  | Hardcourt     | Juan Martín del Potro  | 6-4, 6-2            | Details |
| 9.                           | 21 april 2019     | ATP Monte Carlo     | Gravel        | Dušan Lajović          | 6-3, 6-4            | Details |
| Verloren finales             |                   |                     |               |                        |                     |         |
| 1.                           | 30 april 2012     | ATP Boekarest       | Gravel        | Gilles Simon           | 4-6, 3-6            | Details |
| 2.                           | 23 september 2012 | ATP Sint-Petersburg | Hardcourt (i) | Martin Kližan          | 2-6, 3-6            | Details |
| 3.                           | 28 juli 2013      | ATP Umag            | Gravel        | Tommy Robredo          | 0-6, 3-6            | Details |
| 4.                           | 16 februari 2014  | ATP Buenos Aires    | Gravel        | David Ferrer           | 4-6, 3-6            | Details |
| 5.                           | 4 mei 2014        | ATP München         | Gravel        | Martin Kližan          | 6-2, 1-6, 2-6       | Details |
| 6.                           | 22 februari 2015  | ATP Rio de Janeiro  | Gravel        | David Ferrer           | 2-6, 3-6            | Details |
| 7.                           | 2 augustus 2015   | ATP Hamburg         | Gravel        | Rafael Nadal           | 5-7, 5-7            | Details |
| 8.                           | 23 oktober 2016   | ATP Moskou          | Hardcourt (i) | Pablo Carreño Busta    | 6–4, 3–6, 2–6       | Details |
| 9.                           | 24 september 2017 | ATP Sint-Petersburg | Hardcourt (i) | Damir Džumhur          | 6-3, 4-6, 2-6       | Details |
| 10.                          | 30 september 2018 | ATP Chengdu         | Hardcourt     | Bernard Tomic          | 1-6, 6-3, 6-7(7)    | Details |
| Gewonnen finales challengers |                   |                     |               |                        |                     |         |
| 1.                           | 6 juli 2008       | Turijn              | Gravel        | Diego Junquiera        | 6-3, 6-1            |         |
| 2.                           | 7 september 2008  | Genua               | Gravel        | Gianluca Naso          | 6-4, 6-3            |         |
| 3.                           | 12 juli 2009      | San Benedetto       | Gravel        | Christian Villagran    | 6-7(5), 7-6(2), 6-0 |         |
| 4.                           | 12 september 2009 | Genua               | Gravel        | Potito Starace         | 6-4, 6-1            |         |
| 5.                           | 3 oktober 2010    | Napels              | Gravel        | Boris Pashanski        | 6-4, 4-2, opgave    |         |
| 6.                           | 24 oktober 2010   | Santiago            | Gravel        | Paul Capdeville        | 6-2, 7-6(2)         |         |

### Dubbelspel
| Nr.                              | Datum             | Toernooi            | Ondergrond    | Partner           | Tegenstanders in finale             | Score               | Details |
| -------------------------------- | ----------------- | ------------------- | ------------- | ----------------- | ----------------------------------- | ------------------- | ------- |
| Gewonnen finales herendubbel     |                   |                     |               |                   |                                     |                     |         |
| 1.                               | 30 juli 2011      | ATP Umag            | Gravel        | Simone Bolelli    | Marin Čilić Lovro Zovko             | 6-3, 5-7, [10-7]    | Details |
| 2.                               | 24 februari 2013  | ATP Buenos Aires    | Gravel        | Simone Bolelli    | Nicholas Monroe Simon Stadler       | 6-3, 6-2            | Details |
| 3.                               | 1 februari 2015   | Australian Open     | Hardcourt     | Simone Bolelli    | Pierre-Hugues Herbert Nicolas Mahut | 6-4, 6-4            | Details |
| 4.                               | 2 oktober 2016    | ATP Shenzhen        | Hardcourt     | Robert Lindstedt  | Olivier Marach Fabrice Martin       | 7–6(4), 6–3         | Details |
| 5.                               | 23 september 2018 | ATP Sint-Petersburg | Hardcourt (i) | Matteo Berrettini | Roman Jebavý Matwé Middelkoop       | 7-6(6), 7-6(4)      | Details |
| 6.                               | 20 februari 2022  | ATP Rio de Janeiro  | Gravel        | Simone Bolelli    | Jamie Murray Bruno Soares           | 7-5, 6-7(2), [10-6] | details |
| 7.                               | 31 juli 2022      | ATP Umag            | Gravel        | Simone Bolelli    | Lloyd Glasspool Harri Heliövaara    | 5-7, 7-6(6), [10-7] | details |
| 8.                               | 19 februari 2023  | ATP Buenos Aires    | Gravel        | Simone Bolelli    | Nicolás Barrientos Ariel Behar      | 6–2, 6–4            | details |
| Verloren finales herendubbel     |                   |                     |               |                   |                                     |                     |         |
| 1.                               | 14 juli 2008      | ATP Umag            | Gravel        | Carlos Berlocq    | Petr Pála Michal Mertiňák           | 2-6, 6-3, [10-5]    | Details |
| 2.                               | 22 februari 2010  | ATP Acapulco        | Gravel        | Potito Starace    | Łukasz Kubot Oliver Marach          | 0-6, 0-6            | Details |
| 3.                               | 15 april 2012     | ATP Casablanca      | Gravel        | Daniele Bracciali | Dustin Brown Paul Hanley            | 5-7, 3-6            | Details |
| 4.                               | 2 maart 2013      | ATP Acapulco        | Gravel        | Simone Bolelli    | Łukasz Kubot David Marrero          | 5-7, 2-6            | Details |
| 5.                               | 6 oktober 2013    | ATP Peking          | Hardcourt     | Andreas Seppi     | Maks Mirni Horia Tecău              | 4-6, 2-6            | Details |
| 6.                               | 22 maart 2015     | ATP Indian Wells    | Hardcourt     | Simone Bolelli    | Vasek Pospisil Jack Sock            | 4-6, 7-6(3), 7-10   | Details |
| 7.                               | 19 april 2015     | ATP Monte Carlo     | Gravel        | Simone Bolelli    | Bob Bryan Mike Bryan                | 6-7(3), 1-6         | Details |
| 8.                               | 18 oktober 2015   | ATP Shanghai        | Hardcourt     | Simone Bolelli    | Raven Klaasen Marcelo Melo          | 3-6, 3-6            | Details |
| 9.                               | 22 juli 2018      | ATP Båstad          | Gravel        | Simone Bolelli    | Julio Peralta Horacio Zeballos      | 3-6, 5-6            | Details |
| 10.                              | 15 januari 2022   | ATP Sydney          | Hardcourt     | Simone Bolelli    | John Peers Filip Polášek            | 5-7, 5-7            | details |
| 11.                              | 13 februari 2022  | ATP Buenos Aires    | Gravel        | Horacio Zeballos  | Santiago González Andrés Molteni    | 1-6, 1-6            | details |
| 12.                              | 17 juli 2022      | ATP Båstad          | Gravel        | Simone Bolelli    | John Peers David Vega Hernández     | 4-6, 6-3, [11-13]   | details |
| Gewonnen challengers herendubbel |                   |                     |               |                   |                                     |                     |         |
| 1.                               | 17 oktober 2010   | Asuncion            | Gravel        | Paolo Lorenzo     | Carlos Berlocq Brian Dabul          | 6-3, 6-4            |         |

### Landencompetities
| Nr.              | Datum                | Toernooi  | Ondergrond    | Partner                                                                      | Tegenstanders in finale                                                      | Score                  | Details |
| ---------------- | -------------------- | --------- | ------------- | ---------------------------------------------------------------------------- | ---------------------------------------------------------------------------- | ---------------------- | ------- |
| Gewonnen finales |                      |           |               |                                                                              |                                                                              |                        |         |
| 1.               | 20-22 september 2019 | Laver Cup | Hardcourt (i) | Rafael Nadal Roger Federer Dominic Thiem Alexander Zverev Stéfanos Tsitsipás | Milos Raonic John Isner Nick Kyrgios Jack Sock Denis Shapovalov Taylor Fritz | 13-11 (12 wedstrijden) | Details |
| Verloren finales |                      |           |               |                                                                              |                                                                              |                        |         |
| 1.               | 7 januari 2021       | ATP Cup   | Hardcourt     | Matteo Berrettini Simone Bolelli Andrea Vavassori                            | Andrej Roebljov Daniil Medvedev Jevgeni Donskoj Aslan Karatsev               | 0-2 (2 wedstrijden)    | Details |

## Resultaten grote toernooien
| Legenda | Legenda                          |
| ------- | -------------------------------- |
| g.t.    | geen toernooi gehouden           |
| l.c.    | lagere categorie                 |
| –       | niet deelgenomen                 |
| G       | uitgeschakeld in de groepsfase   |
| 1R      | uitgeschakeld in de eerste ronde |
| 2R      | uitgeschakeld in de tweede ronde |
| 3R      | uitgeschakeld in de derde ronde  |
| 4R      | uitgeschakeld in de vierde ronde |
| KF      | uitgeschakeld in de kwartfinale  |
| HF      | uitgeschakeld in de halve finale |
| F       | de finale verloren               |
| W       | het toernooi gewonnen            |
| w-v     | winst/verlies-balans             |

### Enkelspel
| toernooi             | 2006 | 2007 | 2008 | 2009 | 2010 | 2011 | 2012 | 2013 | 2014 | 2015 | 2016 | 2017 | 2018 | 2019 | 2020 | 2021 | 2022 | 2023 |
| -------------------- | ---- | ---- | ---- | ---- | ---- | ---- | ---- | ---- | ---- | ---- | ---- | ---- | ---- | ---- | ---- | ---- | ---- | ---- |
| grandslamtoernooien  |      |      |      |      |      |      |      |      |      |      |      |      |      |      |      |      |      |      |
| Australian Open      | –    | –    | 1R   | 2R   | 1R   | 1R   | 1R   | 1R   | 4R   | 1R   | 1R   | 2R   | 4R   | 3R   | 4R   | 4R   | 1R   | 1R   |
| Roland Garros        | –    | 1R   | –    | 1R   | 3R   | KF   | 3R   | 3R   | 3R   | 2R   | 1R   | 3R   | 4R   | 4R   | 1R   | 3R   | 2R   | 2R   |
| Wimbledon            | –    | –    | 1R   | 2R   | 3R   | –    | 2R   | 1R   | 3R   | 2R   | 2R   | 3R   | 3R   | 3R   | g.t. | 3R   | 1R   | –    |
| US Open              | –    | –    | 1R   | 1R   | 1R   | 2R   | 3R   | 1R   | 2R   | 4R   | 2R   | 1R   | 2R   | 1R   | –    | 1R   | 2R   | –    |
| ATP Masters 1000     |      |      |      |      |      |      |      |      |      |      |      |      |      |      |      |      |      |      |
| Indian Wells         | –    | –    | 2R   | 1R   | 2R   | 1R   | –    | 2R   | 4R   | 2R   | –    | 3R   | 2R   | 2R   | g.t. | 3R   | 2R   | 1R   |
| Miami                | –    | –    | –    | –    | 1R   | 1R   | –    | 3R   | 4R   | 2R   | –    | HF   | 3R   | 3R   | g.t. | 2R   | 3R   | 1R   |
| Monte Carlo          | –    | –    | –    | 3R   | 1R   | 2R   | 2R   | HF   | 3R   | 2R   | 1R   | 1R   | 2R   | W    | g.t. | KF   | 2R   | –    |
| Madrid               | l.c. | l.c. | l.c. | 2R   | 1R   | –    | 1R   | 1R   | 1R   | 2R   | 2R   | 2R   | 1R   | 3R   | g.t. | 2R   | 1R   | –    |
| Rome                 | 1R   | –    | –    | 2R   | 1R   | 1R   | 2R   | 2R   | 1R   | 3R   | 1R   | 3R   | KF   | 3R   | 2R   | 1R   | 2R   | 1R   |
| Montreal/Toronto     | –    | 3R   | –    | –    | 2R   | 1R   | 2R   | 2R   | 2R   | 1R   | 2R   | –    | 2R   | KF   | g.t. | 2R   | 1R   | –    |
| Cincinnati           | –    | –    | –    | –    | –    | 2R   | 1R   | 1R   | KF   | 1R   | 1R   | 2R   | –    | –    | –    | 2R   | 2R   | –    |
| Shanghai             | l.c. | l.c. | l.c. | 2R   | –    | 1R   | 1R   | 3R   | 1R   | 2R   | 2R   | 3R   | –    | KF   | g.t. | g.t. | g.t. |      |
| Parijs               | –    | –    | –    | –    | 2R   | 1R   | –    | 2R   | 1R   | 1R   | 1R   | –    | 3R   | 2R   | –    | 1R   | 2R   |      |
| olympisch            |      |      |      |      |      |      |      |      |      |      |      |      |      |      |      |      |      |      |
| Olympische Spelen    | g.t. | g.t. | –    | g.t. | g.t. | g.t. | 1R   | g.t. | g.t. | g.t. | 3R   | g.t. | g.t. | g.t. | g.t. | 3R   | g.t. | g.t. |
| statistieken         |      |      |      |      |      |      |      |      |      |      |      |      |      |      |      |      |      |      |
| totaal aantal titels | 0    | 0    | 0    | 0    | 0    | 0    | 0    | 2    | 1    | 0    | 1    | 1    | 2    | 1    | 0    | 0    | 0    | 0    |
| eindejaarsranking    | 247  | 95   | 88   | 54   | 55   | 48   | 45   | 16   | 20   | 21   | 49   | 27   | 13   | 12   | 17   | 37   | 55   |      |

### Dubbelspel
| grandslamtoernooien  |      |      |      |      |     |      |      |      |     |      |      |      |      |      |      |      |
| Australian Open      | 2R   | 2R   | 2R   | 1R   | 2R  | HF   | 2R   | W    | 2R  | 1R   | 2R   | –    | –    | –    | KF   | 1R   |
| Roland Garros        | –    | 2R   | 1R   | 2R   | 1R  | 1R   | 2R   | HF   | 1R  | 1R   | 1R   | –    | –    | –    | –    | 2R   |
| Wimbledon            | –    | 1R   | 1R   | –    | 1R  | 1R   | 2R   | 1R   | 1R  | 1R   | –    | –    | g.t. | –    | –    | –    |
| US Open              | 1R   | 1R   | –    | HF   | 1R  | 2R   | 1R   | 1R   | 2R  | 3R   | 2R   | –    | –    | –    | 3R   | –    |
| ATP Finals           |      |      |      |      |     |      |      |      |     |      |      |      |      |      |      |      |
| ATP Finals           | –    | –    | –    | –    | –   | –    | –    | G    | –   | –    | –    | –    | –    | –    | –    |      |
| ATP Masters 1000     |      |      |      |      |     |      |      |      |     |      |      |      |      |      |      |      |
| Indian Wells         | –    | –    | –    | –    | –   | 1R   | 1R   | F    | –   | –    | 2R   | HF   | g.t. | KF   | 1R   | KF   |
| Miami                | –    | –    | –    | –    | –   | –    | 1R   | 2R   | –   | 1R   | –    | –    | g.t. | 1R   | HF   | 1R   |
| Monte Carlo          | –    | –    | –    | –    | 1R  | 1R   | 2R   | F    | 1R  | 2R   | HF   | 1R   | g.t. | KF   | –    | –    |
| Madrid               | l.c. | –    | –    | –    | 1R  | 1R   | 1R   | 1R   | 1R  | 2R   | 2R   | 1R   | g.t. | 1R   | –    | –    |
| Rome                 | –    | 2R   | –    | HF   | 1R  | 1R   | 1R   | 2R   | 1R  | –    | 1R   | 1R   | 1R   | 2R   | HF   | –    |
| Montreal/Toronto     | –    | –    | –    | –    | 2R  | 1R   | 2R   | 2R   | –   | –    | –    | 1R   | g.t. | 1R   | 2R   | –    |
| Cincinnati           | –    | –    | –    | –    | –   | 1R   | 1R   | 2R   | –   | 2R   | –    | –    | –    | HF   | 1R   | –    |
| Shanghai             | l.c. | –    | –    | 2R   | 1R  | 2R   | 1R   | F    | –   | 2R   | –    | –    | g.t. | g.t. | g.t. |      |
| Parijs               | –    | –    | –    | –    | –   | 2R   | –    | –    | –   | –    | 1R   | 1R   | –    | 1R   | 2R   |      |
| olympisch            |      |      |      |      |     |      |      |      |     |      |      |      |      |      |      |      |
| Olympische Spelen    | –    | g.t. | g.t. | g.t. | 1R  | g.t. | g.t. | g.t. | KF  | g.t. | g.t. | g.t. | g.t. | –    | g.t. | g.t. |
| statistieken         |      |      |      |      |     |      |      |      |     |      |      |      |      |      |      |      |
| totaal aantal titels | 0    | 0    | 0    | 1    | 0   | 1    | 0    | 1    | 1   | 0    | 0    | 0    | 0    | 0    | 2    | 1    |
| eindejaarsranking    | 133  | 212  | 138  | 34   | 111 | 36   | 57   | 10   | 174 | 96   | 77   | 148  | 142  | 107  | 23   |      |